# Урајасу
Урајасу (јап. 浦安市) град је у Јапану у префектури Чиба. Према попису становништва из 2005. у граду је живело 155.290 становника.

## Становништво
Према подацима са пописа, у граду је 2005. године живело 155.290 становника.
| 1995.   | 2000.   | 2005.   |
| ------- | ------- | ------- |
| 123.654 | 132.984 | 155.290 |